# Banho de cheiro
O banho de cheiro é uma mistura ritualística de purificação e de comemoração, infusão a base de ervas aromáticas e essências vegetais maceradas (essência floral) considerada popularmente encantada (milagrosa) na região norte do Brasil, usada desde o século XIX para a atração de aspectos positivos (emocional, financeiro, espiritual); uso em especial nas celebrações: da festa junina, festa religiosa (Círio de Nazaré) e, do reveion no estado do Pará.
Uma infusão que mistura folhas maceradas com raízes e galhos aromáticos ralados, onde os os ingredientes mais conhecidos são: arruda, lavanda, patchouli, cumaru, alecrim, baunilha, manjerona, açucena, louro amarelo, jasmim, priprioca, manjericão e, pataqueira.

## Uso
É uma prática ritualística muito popular na região norte do Brasil para atrair felicidade, prospreridade e, saúde, ao praticante no ano vindouro. O banho é comercializado na maior feira da América Latina, na banca das "erveiras" do Mercado do Ver-o-peso (situado na cidade brasileira de Belém do Pará), como um "kit de ano novo" formado por duas garrafas, uma com o banho de descarrego (proteção das energia negativas) e outra com o banho de cheiro (carregado de energias positivas).
O uso do "kit de ano novo", primeiramente pega-se a garrafa de descarrego e dilúa em balde de água, para então ser usado por toda a família. Após um banho normal, joga-se o preparo do baldo no corpo do pescoço para baixo, sem exagerar. Em seguida a pessoa sai de casa ao vento, para este levar a ruindade. Ao voltar a casa, repete-se o processo (toma outro banho) para afastar o mau-olhado, preparando-se para o banheiro cheiroso, próximo a meia-noite do reveion. Após o banho com a garrafa de atração, deve secar-se naturalmente.
O banho de cheiro pode ser considerado um "remédio para alma", além de caracterizar um importante elemento da cultura e do imaginário tradicional paraense. São exemplos de banhos de cheiro comercializados no mercado do Ver-O-Peso: ‘Chega-te a mim’; ‘amansa corno’; ‘joga-te aos meus pés’; ‘faz querer quem não me quer’.
A feira do Ver-o-Peso conta com aproximadamente 60 barracas de ervas de cheiro comandada pelas erveiras, onde esta tradição passa de mãe para filha.

## Saber tradicional
O saber tradicional é um produto histórico resultado do modo de vida de uma população tradicional (intelecto coletivo ou intelecto cultural), de acordo com o relacionamento com a biodiversidade em que está inserida. Este saber se reconstrói na transmissão oral entre as gerações e, possui uma vísivel aplicação prática na sociedade.